# Anil Chattopadhyay
Anil Chattopadhyay (bengalisch: অনিল চট্টোপাধ্যায় Anil Caṭṭopādhyāẏ; * 25. Oktober 1929 in Kalkutta; † 17. März 1996 ebenda; englisch meist verkürzt zu Anil Chatterjee) war ein indischer Schauspieler des bengalischen Films.

## Leben
Sein Filmdebüt hatte er 1952 in Ritwik Ghataks Erstlingswerk Nagarik; der Film wurde erst 1977 uraufgeführt. Chattopadhyay trat auch als Hauptdarsteller zahlreicher Filme der bengalischen Regisseure Satyajit Ray, Ajoy Kar und Tapan Sinha auf. In den 1980er Jahren zog er sich von der Filmarbeit zurück und war politisch tätig. Er wurde 1991 in das westbengalische Landesparlament gewählt.

## Filmografie (Auswahl)
- 1952: Nagarik
- 1955: Sajghar
- 1958: Ajantrik
- 1960: Der verborgene Stern (Meghe Dhaka Tara)
- 1960: Devi
- 1961: Drei Töchter (Teen Kanya)
- 1961: Komal Gandhar
- 1962: Kanchenjungha
- 1963: Mahanagar (Die große Stadt) (Mahanagar)
- 1963: Nirjan Saikate
- 1964: Jotugriha
- 1964: Sandhya Deeper Sikha
- 1970: Sagina Mahato
- 1973: Bon Palashir Padabali
- 1974: Sagina
- 1975: Amanush
- 1983: Die Augen (Chokh)
- 1984: Paroma
- 1984: Paar
- 1985: Ankahee
- 1987: Aaj Ke Robin Hood
- 1989: Ek Din Achanak
- 1990: Ek Doctor Ki Maut